# Pseudobagrus microps
Pseudobagrus microps is een straalvinnige vissensoort uit de familie van de stekelmeervallen (Bagridae). De wetenschappelijke naam van de soort is voor het eerst geldig gepubliceerd in 1933 door Rendahl.